# La Bande à Bédé
La Bande à Bédé est une émission de télévision consacrée à la bande dessinée diffusée le mercredi après-midi, après l'émission Récré A2 sur Antenne 2 de 1980 à 1986, proposé par Dominique Rocher et Toussaint Lucciani.
Le générique était chanté par Pierre Perret.
À chaque numéro, un dessinateur de bande dessinée était invité, et présentait son travail. Des dessins animés reprenant l'univers de ces différents dessinateurs ont été réalisés pour chaque épisode, y plongeant l'auteur via des trucages vidéos et lui permettant d'échanger quelques dialogues avec ses propres personnages.
Parmi les auteurs invités de l'émission on peut citer Cabu, Fred (1981, dont des animations ont été réutilisées dans le numéro 2 de la série documenter Comix diffusée sur la chaine de télévision franco-allemande Arte qui était consacré à l'auteur) et Will.
La popularité de l'émission a suscité la parution chez Glénat de la série Les Aventures de Bédé, qui mettait en scène Bédé, le chien en dessin animé servant de mascotte à l'émission. Dessinée par Henri Dufranne et scénarisée par Dominique Rocher, la série n'a cependant pas rencontré le succès commercial et a été interrompue par Glénat au bout de deux albums.